# Maggio musicale
Maggio musicaleés una pel·lícula de comèdia italiana del 1989 dirigida per Ugo Gregoretti.

## Argument
Pier Francesco Ferraioli, director, està posant en escena una Bohème per al Maggio Fiorentino, però els seus cantants ho estan passant malament. El contenidor és la descripció d'un director d'òpera no exempt d'incidents divertits i d'anècdotes instructives. El contingut és el retrat del protagonista (Malcolm McDowell amb la veu de Giancarlo Giannini) a través del qual Gregoretti surt al carrer.

## Repartiment
- Malcolm McDowell: Pier Francesco Ferraioli
- Shirley Verrett: Marvin
- Elisabetta Pozzi: Daniela
- Pierandrea Baglioni: Checco
- Benedetta Buccellato: Benedetta
- Chris Merritt: Shikov
- Orsetta Gregoretti: La fioraia
- Will Humburg: Humburg
- Guido Pasella: Cantant
- Mario Benotto: Cantant
- Carmelo Caruso: Cantant
- Carlos Del Bosco: Cantant
- Maria Prosperi: Cantant
- Salvatore Ragonese: Cantant
- Roberto Frontali: Cantant

## Producció
La pel·lícula va ser produïda per Cinelife, en col·laboració amb Rai 3.

## Distribució
La pel·lícula es va estrenar a Itàlia el 22 de juny de 1990.